# Локомоция
Локомо́ция (от лат. locō mōtiō — «движение с места»; фр. locomotion — «передвижение») — перемещение животных в среде (в водной среде, воздушной среде, по твёрдой поверхности, в плотной среде), обусловленное их активными действиями. Локомоция играет важную роль в жизни животных, в отличие от большинства растений, они могут передвигаться для поиска пищи или для спасения от хищников.
В физиологии человека локомоция — вид двигательной деятельности, связанный с активным перемещением в пространстве. Её результаты — двигательные акты.
Наряду с манипулированием, локомоция — одна из двух категорий поведения. Локомоция относится к инстинктивным движениям (является функцией ригидной опорно-двигательной системы организма, допускающей лишь минимальную индивидуальную изменчивость движений). Локомоторное решение задач (выбор верного пути в лабиринте при проведении эксперимента) может привести к формированию сложных навыков, стать элементом интеллектуальных действий животных.

## Эволюция
Эволюция животных (совершенствование двигательного аппарата, органов чувств, центральной нервной системы) определяла способы (типы) локомоции, меняя их от простейшего амёбоидного движения некоторых одноклеточных до сложных локомоторных актов.
Преимущественно у низших животных локомоция осуществляется путём сокращения мускулатуры (или её аналогов) при помощи органов передвижения (специальных эффекторов: ресничек, жгутиков, щупалец, плавников, ног, крыльев, органов реактивного движения).
Наиболее сложная локомоция — у позвоночных (пример взаимосвязи формы и функции в эволюции): плавание, полёт, планирование, лазание, прыгание, брахиация (или качание на руках), хождение и бег на 4-х или 2-х конечностях. Различные аллюры, или походки (шаг, рысь, иноходь, четырёхногий или двуногий рикошет, галоп), в отличие от способов локомоции, определяются не строением двигательного аппарата, а различиями в координации работы конечностей. Исключительно важную роль сыграло изменение локомоции в эволюции человека. Лазание предков человека по деревьям способствовало формированию хватательных органов — рук, переход к прямохождению освободил их для использования в качестве органов труда.
Плавание путём изгибания тела в горизонтальной плоскости (перемещение в водном пространстве) — исходный способ локомоции позвоночных.
После выхода животных на сушу главным органом локомоции стали конечности.
Основа локомоции наземных позвоночных — хождение, а при скоростной локомоции — бег на четырёх или, реже, на двух конечностях.
Первым наземным позвоночным присуща симметричная локомоция — шаги, когда все лапы работают поочерёдно с равными интервалами.
Потребность в более быстрой локомоции при несовершенстве самого аппарата движения привела к изменению ритма, интервал в работе диагональных конечностей уменьшился, а односторонних увеличился — появились рысеобразный шаг, а затем и рысь с её в унисон работающими диагональными конечностями. Лишь при коренном усовершенствовании двигательного аппарата (это совпало с появлением млекопитающих) развились иноходь, при которой в унисон работают конечности одной стороны, и асимметричная локомоция, более эффективная и скоростная, чем симметричная. Так возник четвероногий рикошет; от него произошёл галоп — наиболее прогрессивная локомоция, характерная для млекопитающих.

## Виды (формы, способы) локомоции
К локомоции относятся:
- плавание;
- летание[4] (полёт);
- планирование;
- лазание;
- бурение почвы;
- брахиация (качание на руках).

### Наземная локомоция
- хождение (ходьба), см. также аллюр, походка;
- бегание (бег) на 4 или 2 конечностях;
- прыгание (прыжки в высоту);
- ползание.

Различают 2 главных типа наземной локомоции.

#### Симметричная локомоция

Реконструкция локомоции тетрапода Девонского периода

- Поочерёдная работа конечностей — за передней лапой всегда следует диагональная от неё задняя, редко наоборот.
- Попарная работа конечностей — в каждой паре одна передняя и одна задняя конечность (см. иноходь).

#### Асимметричная локомоция
За поочерёдной или синхронной работой передних лап в движение включаются задние.